# ヘンリー・オロンガ
ヘンリー・カーバ・オロンガ（Henry Khaaba Olonga、1976年7月3日 - ）は、ザンビアのルサカ出身のジンバブエ代表のクリケット選手。ポジションはボウラーで右腕から繰り出される速いボールが武器。1995年のザンビアのハラレで開催されたパキスタン戦に、18歳と212日でジンバブエ代表としてテストクリケットに出場、最も若いジンバブエ代表の出場選手としてその試合の勝利に貢献した。また、初の黒人のジンバブエ代表であり、イングランドのフィル・エドモンズとニール・ラドフォードに次ぐ3人目のザンビア生まれのテストクリケット選手でもある。しかし、同年のテストマッチで投球が反則投球とされ、復帰前にフォームの矯正を余儀なくされた。
2003年のクリケットワールドカップではチームメイトのアンディ・フラワーと共にジンバブエ大統領のロバート・ムガベによる政治の方針批判した黒い腕章をつけて試合に出場した。また、2月10日には政府を批判する発言をしたことから反逆罪の罪に問われ、逮捕令状が出されたためにクリケット選手としての引退し、一次的に身を隠すことを余儀なくされた。
現在はクリケット解説者と並行して歌手の仕事もしており、2006年にはアルバムAureliaをリリースした。